# Axcil Jefferies
Axcil Jefferies (Slough, 14 de abril de 1994) é um automobilista inglês que representa o Zimbábue em corridas de automobilismo.

## Carreira
Tendo iniciado a carreira no kart, Jefferies mudou-se para o Zimbábue para disputar a modalidade a partir dos seis anos. Ganhou vários campeonatos no seu país adotivo e na África do Sul, antes de voltar à Europa em 2007, tendo vencido provas do Campeonato Europeu de kart.
Sua estreia nos monopostos foi em 2009, com apenas 15 anos. Disputaria a Fórmula BMW do Pacífico (atual JK Racing Asia Series) até 2010, tendo conquistado duas poles (Sepang e Okayama) e duas vitórias (também em Sepang), fechando a temporada de estreia em terceiro lugar.
Após passar o restante de 2010 e todo o ano de 2011 inativo, Jefferies voltou à ativa na Fórmula 2, onde reencontrou a boa forma nas pistas, andando constantemente entre os dez primeiros colocados. Seu melhor resultado foi um quinto lugar em Spa-Francorchamps, encerrando o campeonato em décimo-segundo lugar.
Em 2013, o jovem piloto mudou-se para a Indy Lights, para competir na equipe Bryan Herta Autosport em duas provas (Mid-Ohio e Houston), marcando 56 pontos e fechando o certame em décimo-primeiro. 
Presente em alguns testes da GP2 Series pela Trident Racing, Axcil assinou com o time para disputar a rodada inicial da temporada de 2014. Com sua participação, o Zimbábue tem um piloto em categorias top do automobilismo pela primeira vez como um país independente - na Fórmula 1, Gary Hocking (galês de nascimento), John Love, Clive Puzey, Ray Reed (nascidos em território zimbabuano, quando o país ainda era conhecido por Rodésia do Sul) e Sam Tingle (inglês de origem) representaram a Rodésia nas décadas de 1960 e 1970.